# Mandschu-Schamanismus

Ethnoreligiöses Symbol der Mandschu

Die Mandschu-Schamanismus ist die ethnische Religion des größten Teils des Mandschu-Volkes, des größten der Tungusischen Völker, in China und die traditionelle Mandschu-Religion, das Wort Schamane stammt aus dem Tungusischen šamán („Mann des Wissens“), die später von vielen westlichen Menschen auf ähnliche religiöse Praktiken in anderen Kulturen angewandt wurden. Es handelt sich um ein Pantheon mit dem Glauben an einen universellen Gott namens Apka Enduri („Gott des Himmels“) als allgegenwärtige Quelle allen Lebens und aller Schöpfung. Die Gottheiten (enduri) beschwören jeden Aspekt der Natur herauf, und die Verehrung dieser Götter soll dem Gläubigen Glück, Gesundheit und Wohlstand bescheren. Viele der Gottheiten waren zunächst die Vorfahren der ursprünglichen Mandschus, da die Menschen mit demselben Nachnamen von demselben Gott gezeugt worden sein sollen.

## Religiöse Riten
Die traditionellen religiösen Riten der Mandschu wurden vom Kaiser Qianlong (1736–96) im Mandschu-Opferritual für die Götter und den Himmel (Manjusai wecere metere kooli bithe) standardisiert, einem Handbuch, das 1747 in der
Mandschurischen Sprache und 1780 in Chinesisch (Manzhou jishen jitian dianli) veröffentlicht wurde. Mit der Eroberung der kaiserlichen Macht in China (Qing-Dynastie) durch die Mandschus übernahmen sie allmählich die chinesische Sprache und wurden in die Traditionelle Han-Religion assimiliert. Die traditionelle Mandschu-Religion bleibt jedoch für das Mandschu-Volk ein Unterscheidungsmerkmal innerhalb der Gesamtheit der Religionen in China.

## Tempel und Gottheiten
Die Gottesdienste der Mandschu wurden ursprünglich an Schreinen gefeiert, die „tangse“ (chinesisch: 堂子 „tángzi“, „Halle“; oder 谒庙 „yèmiào“, „Besuchstempel“) genannt wurden.  aber spätestens 1673 wurden alle „tangse“ der Gemeinschaft mit Ausnahme des kaiserlichen Kultgebäudes verboten. Die Häuser führten ihre Rituale weiterhin an privaten Altären durch, die „weceku“ genannt wurden.
Die Volkskulte nahmen nach und nach chinesische Gottheiten in das tungusische Pantheon auf. Guwan mafa (关帝 Guāndì, Divus Guan), dessen kriegerischer Charakter bei den Mandschu besonders war, wurde zu einer ihrer beliebtesten Gottheiten. Ein weiterer populärer Kult war der der Göttin (娘娘 Niángniáng).